# Vredescentrum van de Provincie en Stad Antwerpen
Het Vredescentrum van de Provincie en de Stad Antwerpen is een vzw die in opdracht van de stad Antwerpen en provincie Antwerpen werkt aan projecten rond vredesopvoeding en herinneringseducatie. Doelgroep van het Vredescentrum zijn scholen, middenveldorganisaties en geïnteresseerde bezoekers.
Het centrum organiseert lezingen, organiseert tentoonstellingen (bv. "de atoombommen op Hiroshima en Nagasaki"), gaf Marc Verhaegen en Jan Kragt een stripverhaal te maken over de Tweede Wereldoorlog,  etc.
Het Vredescentrum organiseert debatten rond actuele kwesties en heeft een aantal structurele projecten rond de Wereldoorlogen, democratie en verdraagzaamheid. Hiertoe wordt ook bv. geweld bij jongeren gerekend.
Het centrum was de drijvende kracht achter de Vredesburg, een pontonbrug die in 2014 tijdelijk werd aangelegd over de Schelde ter herinnering van het begin van de Eerste Wereldoorlog. Eveneens ter herdenking van de Eerste Wereldoorlog werd in 2013 een educatief leerparcours aangelegd in het Antwerpse museum Vleeshuis.
Tot 2014 was Marleen Van Ouytsel directeur het Vredescentrum. Na haar overlijden werd haar taak overgenomen door Lotte Dodion. Sinds 2017 is Helen Grevers directeur.

## Raad van bestuur
- Voorzitter: Gilbert Verstraelen, districtsschepen Merksem
- Ondervoorzitter : Philip Heylen, schepen van Cultuur, Stad Antwerpen
- Ondervoorzitter : Luk Lemmens, gedeputeerde van de Provincie Antwerpen
- Secretaris: Frank Geudens, provincieraadslid Provincie Antwerpen
- Penningmeester: Livia Moreau, juridische dienst Artesis Hogeschool

Bestuurders:
- Christophe Busch, directeur Kazerne Dossin
- Frederic Hannequart, uitvoerend directeur Euroclear
- Bert Arnold, algemeen directeur Stedelijk Onderwijs Antwerpen
- Koen De Cock, districtsraadslid Merksem
- Dirk Delechambre, woordvoerder Stad Antwerpen
- Patrick Janssen, provincieraadslid Provincie Antwerpen
- Claude Marinower, schepen Onderwijs Stad Antwerpen
- Koen Palinckx, historicus en districtsburgemeester Ekeren
- Annick Schramme, hoogleraar Universiteit Antwerpen
- Dirk Timmermans, secundair onderwijs Stad Antwerpen
- André Gantman, gemeenteraadslid Stad Antwerpen
- Olivier Van der Wilt, conservator Nat. Gedenkteken van het Fort van Breendonk
- Dimitri Roden, historicus Koninklijke Militaire School en conservator Nat. Gedenkteken van het Fort van Breendonk

## Algemene vergadering
De algemene vergadering bestaat uit Luc Braeckmans (professor Universiteit Antwerpen), Piet Chielens (coördinator In Flanders Fields Museum, Philippe Demeyer (coördinator Vredeshuis Stad Gent), Bruno De Wever (hoofddocent Universiteit Gent), Tom Claus (voorzitter vzw De 1ste V-Bom op Antwerpen), Dirk Martin (adjunct-directeur Studie- en Documentatiecentrum Oorlog en Hedendaagse Maatschappij), Roger Peeters (gepensioneerde inspecteur-generaal basisonderwijs Vlaamse Gemeenschap), Simon Schepers (medewerker Bijzonder Comité voor Herinneringseducatie), Youssef Souissi (leraar Islam en voorzitter Vereniging voor Ontwikkeling en Emancipatie van Moslims), Marijke Van Dyck (waarnemend coördinator Jeugd & Vrede) en Barbara Wyckmans (directeur HETPALEIS).